# Indianapolis 500 1950
Das 34. Indianapolis 500 (offiziell XXXIVth Indianapolis Motor Sweepstakes) fand am 30. Mai auf dem Indianapolis Motor Speedway statt und war das dritte Rennen der Automobil-Weltmeisterschaft 1950 sowie das erste Rennen der AAA-Saison 1950.

## Hintergrund

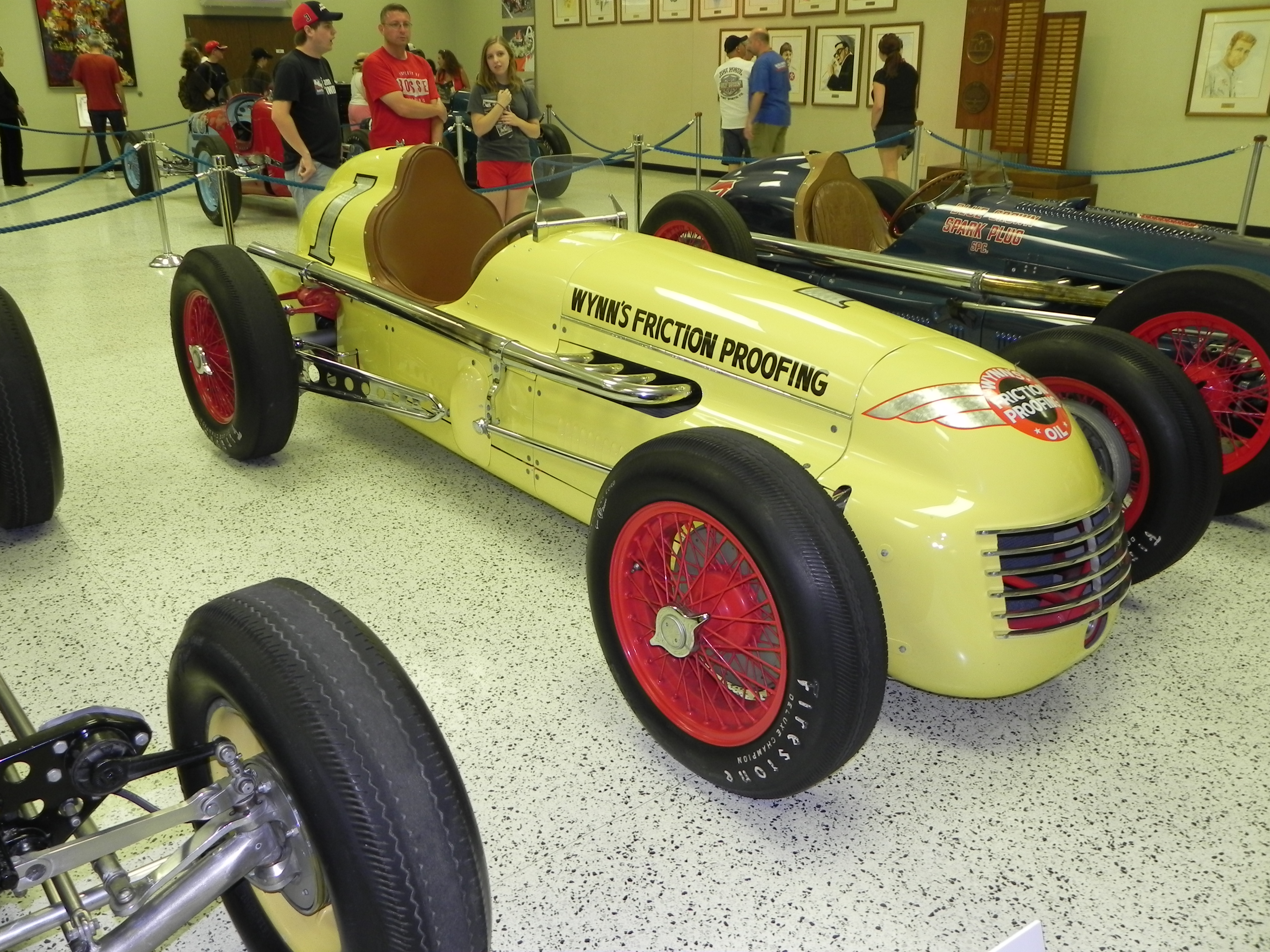
Kurtis Kraft KK 1000; der Siegerwagen von Johnnie Parsons

In den ersten 11 Jahren (1950–1960) der Automobilweltmeisterschaft zählten die 500 Meilen von Indianapolis mit zur Fahrer-WM. Dies hatte aber weder auf der einen noch auf der anderen Seite wesentlichen Einfluss auf das Renngeschehen. Kaum ein europäischer Fahrer ließ sich in Indianapolis blicken und umgekehrt. Selbst die Termine der Rennen ließen gegenseitige Starts meist nicht zu.
Nach dem Großen Preis von Monaco führten Giuseppe Farina und Juan Manuel Fangio die Fahrerwertung der Automobil-Weltmeisterschaft punktgleich mit drei Punkten Vorsprung vor Luigi Fagioli und Alberto Ascari an.

## Training
Der Qualifikationsmodus der 500 Meilen von Indianapolis weicht erheblich von den in Europa üblichen Verfahren ab. Insgesamt versuchten sich 76 Fahrer für die 33 Startplätze zu qualifizieren. Am ersten Qualifikationstag, dem 13. Mai, stellte Walt Faulkner einen neuen Rundenrekord auf (218,892 km/h), was ihm die Pole-Position sicherte. Die zweitbeste Zeit sicherte sich Cecil Green (213,898 km/h), dennoch startete er nur vom 12. Startplatz, da er seine Zeit an einem anderen Qualifikationstag fuhr.

## Rennverlauf
Zum Start war das Wetter bedeckt, aber trocken. Der Trainingsschnellste Faulkner gewann den Start, aus der ersten Runde kehrte jedoch Mauri Rose als Führender zurück. Faulkner fiel auf den vierten Platz zurück. Der beste Start gelang Paul Russo, der aus der siebten Reihe gestartet war und nach 8 Runden auf dem vierten Platz lag.
In Runde 10 übernahm Johnnie Parsons die Führung von Rose und zog zunächst dem Feld davon. In der 33. Runde konnte Rose wieder aufschließen und sogar für eine Runde die Führung übernehmen. Danach lag Parsons wieder vorn und baute die Führung auf 5 Sekunden aus. Auf den Positionen dahinter startete Jack McGrath eine Aufholjagd, die ihn bis auf dem zweiten Platz führte, vorbei an Rose. Als Parsons in Runde 105 zum ersten Mal stoppte, folgten ihm McGrath und Rose, sodass Bill Holland die Führung übernahm. Beim Boxenstopp von Rose fing sein Fahrzeug Feuer, als Treibstoff auf den heißen Auspuff tropfte. Das Feuer konnte aber rasch gelöscht werden. Rose blieb unverletzt und konnte das Rennen sogar fortsetzen. Noch vor dessen Stopp konnte Parsons Holland wieder überholen. Danach verschlechterte sich das Wetter zusehends und erste Regentropfen zwangen McGrath zu einem Dreher in Kurve 3. Die Rennleitung sah sich darauf gezwungen das Rennen abzubrechen. Lediglich Parsons konnte die 138. Runde vollenden und gewann so mit einer Runde Vorsprung das verkürzte Rennen vor Holland und Rose.
In der Fahrerwertung der Automobil-Weltmeisterschaft führten nun Farina, Fangio und Parsons punktgleich mit 9 Punkten.

## Meldeliste
| Team                     | Nr. | Fahrer            | Chassis                     | Motor       | Reifen |
| ------------------------ | --- | ----------------- | --------------------------- | ----------- | ------ |
| Kurtis Kraft Inc.        | 01  | Johnnie Parsons   | Kurtis Kraft KK 1000        | Offenhauser | F      |
| Kurtis Kraft Inc.        | 28  | Fred Agabashian   | Kurtis Kraft KK 3000        | Offenhauser | F      |
| Bardahl                  | 02  | Myron Fohr        | Marchese Championship Racer | Offenhauser | F      |
| Blue Crown Spark Plug    | 03  | Bill Holland      | Deidt Tuffanelli Derrico    | Offenhauser | F      |
| Blue Crown Spark Plug    | 05  | George Connor     | Lesovsky                    | Offenhauser | F      |
| Blue Crown Spark Plug    | 08  | Lee Wallard       | Moore                       | Offenhauser | F      |
| Blue Crown Spark Plug    | 14  | Tony Bettenhausen | Deidt Tuffanelli Derrico    | Offenhauser | F      |
| George Tuffanelli        | 04  | Walt Brown        | Kurtis Kraft KK 2000        | Offenhauser | F      |
| George Tuffanelli        | 15  | Mack Hellings     | Kurtis Kraft KK 2000        | Offenhauser | F      |
| Paul Russo & Ray Nichels | 07  | Paul Russo        | Nichels                     | Offenhauser | F      |
| Bromme                   | 09  | Andy Linden       | Bromme                      | Offenhauser | F      |
| Bromme                   | 09  | Bud Rose          | Bromme                      | Offenhauser | F      |
| Indianapolis Race Cars   | 10  | Bill Vukovich     | Maserati 8CTF               | Maserati    | F      |
| Indianapolis Race Cars   | 12  | Fred Agabashian   | Maserati 8CL                | Offenhauser | F      |
| Indianapolis Race Cars   | 12  | Henry Banks       | Maserati 8CL                | Offenhauser | F      |
| Charles Pitchard         | 16  | Hal Cole          | Kurtis Kraft KK 2000        | Offenhauser | F      |
| Charles Pitchard         | 16  | Ted Duncan        | Kurtis Kraft KK 2000        | Offenhauser | F      |
| Erwin Wolfe              | 17  | Tony Bettenhausen | Kurtis Kraft KK 2000        | Offenhauser | F      |
| Erwin Wolfe              | 17  | Joie Chitwood     | Kurtis Kraft KK 2000        | Offenhauser | F      |
| Murrell Belanger         | 18  | Duane Carter      | Belanger Indy Special       | Offenhauser | F      |
| Murrell Belanger         | 99  | Emil Andres       | Kurtis Kraft No.327         | Offenhauser | F      |
| Murrell Belanger         | 99  | Kenny Eaton       | Kurtis Kraft No.327         | Offenhauser | F      |
| William Lutes            | 19  | Kenny Eaton       | Bardazon                    | Offenhauser | F      |
| William Lutes            | 19  | Ralph Pratt       | Bardazon                    | Offenhauser | F      |
| Fadely-Anderson          | 21  | Travis Webb       | Maserati 8CTF               | Offenhauser | F      |
| Pat Clancy               | 22  | Jimmy Davies      | Ewing                       | Offenhauser | F      |
| Milt Marton              | 23  | Sam Hanks         | Kurtis Kraft KK 2000        | Offenhauser | F      |
| Richard Palmer           | 24  | Bill Cantrell     | Adams                       | Offenhauser | F      |
| Richard Palmer           | 24  | Bayliss Levrett   | Adams                       | Offenhauser | F      |
| Johnny Mauro             | 25  | Johnny Mauro      | Alfa Romeo 8C-308           | Alfa Romeo  | F      |
| Ray T. Brady             | 26  | George Fonder     | Deidt Tuffanelli Derrico    | Sparks      | F      |
| Sampson Manufacturing    | 27  | Walt Ader         | Rae                         | Offenhauser | F      |
| Redmer                   | 29  | Charles van Acker | Stevens                     | Offenhauser | F      |
| Howard Keck              | 31  | Mauri Rose        | Deidt Tuffanelli Derrico    | Offenhauser | F      |
| Thorne Engineering       | 33  | Joel Thorne       | Thorne Big Six              | Sparks      | F      |
| Kupiec                   | 34  | John Fedricks     | Kupiec                      | Offenhauser | F      |
| Eugene Cassaroll         | 36  | George Lynch      | Snowberger                  | Offenhauser | F      |
| Eugene Cassaroll         | 67  | Bill Schindler    | Snowberger                  | Offenhauser | F      |
| Lewis Welch              | 38  | Duke Nalon        | Kurtis Kraft No.4           | Novi        | F      |
| Lewis Welch              | 43  | Chet Miller       | Kurtis Kraft No.3           | Novi        | F      |
| Dan Levine               | 39  | Danny Kladis      | Maserati 8CTF               | Maserati    | F      |
| Karl Hall                | 41  | Milt Fankhouser   | Stevens                     | Offenhauser | F      |
| George Bignotti          | 44  | Bill Cantrell     | Kurtis Kraft No.7           | Offenhauser | F      |
| George Bignotti          | 55  | Troy Ruttman      | Lesovsky                    | Offenhauser | F      |
| City of Glendale         | 45  | Dick Rathmann     | Watson CC-50                | Offenhauser | F      |
| Gdula                    | 47  | Ralph Pratt       | Gdula                       | Offenhauser | F      |
| Jack Hinkle              | 49  | Jack McGrath      | Kurtis Kraft KK 3000        | Offenhauser | F      |
| Glessner                 | 51  | Mark Light        | Stevens                     | Offenhauser | F      |
| Iddings                  | 52  | Dick Frazier      | Meyer                       | Offenhauser | F      |
| Iddings                  | 52  | Mark Light        | Meyer                       | Offenhauser | F      |
| M.A. Walker              | 54  | Cecil Green       | Kurtis Kraft KK 3000        | Offenhauser | F      |
| Scopa                    | 58  | Billy DeVore      | Scopa                       | Offenhauser | F      |
| Andy Granatelli          | 59  | Pat Flaherty      | Kurtis Kraft KK 3000        | Offenhauser | F      |
| Cummins Diesel           | 61  | Jimmy Jackson     | Kurtis Kraft KK 3000        | Cummins     | F      |
| Pete Wales               | 62  | Johnny McDowell   | Kurtis Kraft KK 2000        | Offenhauser | F      |
| Esmeralda                | 63  | Bob Gregg         | Kurtis Kraft KK 2000        | Offenhauser | F      |
| Esmeralda                | 63  | Joseph James      | Kurtis Kraft KK 2000        | Offenhauser | F      |
| Carter                   | 64  | Bob Sweikert      | Wetteroth                   | Offenhauser | F      |
| Ross Page                | 65  | Norm Houser       | Kurtis Kraft No.2           | Duray       | F      |
| Tom Sarafoff             | 66  | Cliff Griffith    | Miller FD2810               | Offenhauser | F      |
| Verlin Brown             | 69  | Duke Dinsmore     | Kurtis Kraft KK 2000        | Offenhauser | F      |
| Jewell                   | 74  | Carl Forberg      | Miller                      | Offenhauser | F      |
| Troy Oil                 | 75  | Gene Hartley      | Langley                     | Offenhauser | F      |
| Pioneer Auto Repair      | 76  | Richard Rathmann  | Wetteroth                   | Offenhauser | F      |
| Norm Olson               | 77  | Jackie Holmes     | Olson                       | Offenhauser | F      |
| Vulcan Tool              | 78  | Cy Marshall       | Miller                      | Miller      | F      |
| Cantarano                | 79  | Chuck Leighton    | Cantarano                   | Wayne       | F      |
| Ludson & Morris          | 81  | Jerry Hoyt        | Kurtis Kraft KK 2000        | Offenhauser | F      |
| Bob Estes                | 82  | Joseph James      | Weidel                      | Mercury     | F      |
| Trainor Chicago          | 83  | Al Miller         | Miller                      | Miller      | F      |
| George Hoster Inc.       | 84  | Mike Burch        | Maserati 8CTF               | Maserati    | F      |
| Coast Grain              | 85  | Manuel Ayulo      | Maserati V8RI               | Offenhauser | F      |
| Coast Grain              | 85  | Jim Rigsby        | Maserati V8RI               | Offenhauser | F      |
| R E C                    | 87  | Bill Vukovich     | Rounds                      | Offenhauser | F      |
| J.C. Agajanian           | 98  | Walt Faulkner     | Kurtis Kraft KK 2000        | Offenhauser | F      |

## Klassifikationen

### Qualifying
| Pos. | Fahrer            | Konstrukteur             | Zeit (4 Runden) | Ø (km/h) | Startreihe |
| ---- | ----------------- | ------------------------ | --------------- | -------- | ---------- |
| 01   | Walt Faulkner     | Kurtis Kraft-Offenhauser | 4:27,97         | 218,891  | 01         |
| 02   | Fred Agabashian   | Kurtis Kraft-Offenhauser | 4:31,10         | 213,708  | 01         |
| 03   | Mauri Rose        | Deidt-Offenhauser        | 4:32,07         | 212,946  | 01         |
| 04   | George Connor     | Lesovsky-Offenhauser     | 4:32,39         | 212,695  | 02         |
| 05   | Johnnie Parsons   | Kurtis Kraft-Offenhauser | 4:32,43         | 212,665  | 02         |
| 06   | Jack McGrath      | Kurtis Kraft-Offenhauser | 4:33,00         | 212,220  | 02         |
| 07   | Duke Dinsmore     | Kurtis Kraft-Offenhauser | 4:34,67         | 210,930  | 03         |
| 08   | Tony Bettenhausen | Deidt-Offenhauser        | 4:34,92         | 210,738  | 03         |
| 09   | Joie Chitwood     | Kurtis Kraft-Offenhauser | 4:35,32         | 210,432  | 03         |
| 10   | Bill Holland      | Deidt-Offenhauser        | 4:35,90         | 209,990  | 04         |
| 11   | Pat Flaherty      | Kurtis Kraft-Offenhauser | 4:37,76         | 208,583  | 04         |
| 12   | Cecil Green       | Kurtis Kraft-Offenhauser | 4:30,86         | 213,897  | 04         |
| 13   | Duane Carter      | Stevens-Offenhauser      | 4:33,42         | 211,895  | 05         |
| 14   | Travis Webb       | Maserati-Offenhauser     | 4:37,46         | 208,809  | 05         |
| 15   | Jerry Hoyt        | Kurtis Kraft-Offenhauser | 4:37,95         | 208,442  | 05         |
| 16   | Myron Fohr        | Marchese-Offenhauser     | 4:33,32         | 211,973  | 06         |
| 17   | Bayliss Levrett   | Adams-Offenhauser        | 4:34,43         | 211,115  | 06         |
| 18   | Dick Rathmann     | Watson-Offenhauser       | 4:34,96         | 210,708  | 06         |
| 19   | Paul Russo        | Nichels-Offenhauser      | 4:35,25         | 210,486  | 07         |
| 20   | Walt Brown        | Kurtis Kraft-Offenhauser | 4:35,96         | 209,945  | 07         |
| 21   | Henry Banks       | Maserati-Offenhauser     | 4:37,68         | 208,645  | 07         |
| 22   | Bill Schindler    | Snowberger-Offenhauser   | 4:31,31         | 213,543  | 08         |
| 23   | Lee Wallard       | Moore-Offenhauser        | 4:31,83         | 213,135  | 08         |
| 24   | Troy Ruttman      | Lesovsky-Offenhauser     | 4:32,91         | 212,291  | 08         |
| 25   | Sam Hanks         | Kurtis Kraft-Offenhauser | 4:33,57         | 211,778  | 09         |
| 26   | Mack Hellings     | Kurtis Kraft-Offenhauser | 4:35,32         | 210,432  | 09         |
| 27   | Jimmy Davies      | Ewing-Offenhauser        | 4:36,07         | 209,861  | 09         |
| 28   | Richard Rathmann  | Wetteroth-Offenhauser    | 4:37,01         | 209,148  | 10         |
| 29   | Walt Ader         | Rae-Offenhauser          | 4:37,05         | 209,118  | 10         |
| 30   | Jackie Holmes     | Olson-Offenhauser        | 4:37,57         | 208,727  | 10         |
| 31   | Gene Hartley      | Langley-Offenhauser      | 4:38,61         | 207,948  | 11         |
| 32   | Jimmy Jackson     | Kurtis Kraft-Cummins     | 4:38,62         | 207,940  | 11         |
| 33   | Johnny McDowell   | Kurtis Kraft-Offenhauser | 4:37,58         | 208,719  | 11         |
| DNQ  | Emil Andres       | Kurtis Kraft-Offenhauser | –               | –        | –          |
| DNQ  | Manuel Ayulo      | Maserati-Offenhauser     | –               | –        | –          |
| DNQ  | Mike Burch        | Maserati-Maserati        | –               | –        | –          |
| DNQ  | Marvin Burke      | Kurtis Kraft-Duray       | –               | –        | –          |
| DNQ  | Bill Cantrell     | Kurtis Kraft-Offenhauser | –               | –        | –          |
| DNQ  | Hal Cole          | Kurtis Kraft-Offenhauser | –               | –        | –          |
| DNQ  | Billy DeVore      | Scopa-Offenhauser        | –               | –        | –          |
| DNQ  | Ted Duncan        | Kurtis Kraft-Offenhauser | –               | –        | –          |
| DNQ  | Kenny Eaton       | Bardazon-Offenhauser     | –               | –        | –          |
| DNQ  | Kenny Eaton       | Kurtis Kraft-Offenhauser | –               | –        | –          |
| DNQ  | Milt Fankhouser   | Stevens-Offenhauser      | –               | –        | –          |
| DNQ  | John Fedricks     | Kupiec-Offenhauser       | –               | –        | –          |
| DNQ  | George Fonder     | Deidt-Sparks             | –               | –        | –          |
| DNQ  | Carl Forberg      | Miller-Offenhauser       | –               | –        | –          |
| DNQ  | Dick Frazier      | Meyer-Offenhauser        | –               | –        | –          |
| DNQ  | Bob Gregg         | Kurtis Kraft-Offenhauser | –               | –        | –          |
| DNQ  | Cliff Griffith    | Miller-Offenhauser       | –               | –        | –          |
| DNQ  | Norm Houser       | Kurtis Kraft-Duray       | –               | –        | –          |
| DNQ  | Joseph James      | Kurtis Kraft-Offenhauser | –               | –        | –          |
| DNQ  | Joseph James      | Weidel-Mercury           | –               | –        | –          |
| DNQ  | Danny Kladis      | Maserati-Maserati        | –               | –        | –          |
| DNQ  | Chuck Leighton    | Cantarano-Wayne          | –               | –        | –          |
| DNQ  | Mark Light        | Stevens-Offenhauser      | –               | –        | –          |
| DNQ  | Mark Light        | Meyer-Offenhauser        | –               | –        | –          |
| DNQ  | Andy Linden       | Bromme-Offenhauser       | –               | –        | –          |
| DNQ  | Cy Marshall       | Miller-Offenhauser       | –               | –        | –          |
| DNQ  | Johnny Mauro      | Alfa Romeo-Alfa Romeo    | –               | –        | –          |
| DNQ  | Al Miller         | Miller-Miller            | –               | –        | –          |
| DNQ  | Chet Miller       | Kurtis Kraft-Novi Motor  | –               | –        | –          |
| DNQ  | Duke Nalon        | Kurtis Kraft-Novi        | –               | –        | –          |
| DNQ  | Ralph Pratt       | Bardazon-Offenhauser     | –               | –        | –          |
| DNQ  | Jim Rigsby        | Maserati-Offenhauser     | –               | –        | –          |
| DNQ  | Bud Rose          | Bromme-Offenhauser       | –               | –        | –          |
| DNQ  | Bob Sweikert      | Wetteroth-Offenhauser    | –               | –        | –          |
| DNQ  | Joel Thorne       | Thorne-Sparks            | –               | –        | –          |
| DNQ  | Charles van Acker | Stevens-Offenhauser      | –               | –        | –          |
| DNQ  | Bill Vukovich     | Maserati-Maserati        | –               | –        | –          |
| DNQ  | Bill Vukovich     | Rounds-Offenhauser       | –               | –        | –          |

### Rennen
| Pos. | Fahrer            | Konstrukteur             | Runden | Zeit       | Start | Schnellste Runde |
| ---- | ----------------- | ------------------------ | ------ | ---------- | ----- | ---------------- |
| 01   | Johnnie Parsons   | Kurtis Kraft-Offenhauser | 138    | 2:46:55,97 | 05    | 1:09,77          |
| 02   | Bill Holland      | Deidt-Offenhauser        | 137    | + 1 Runde  | 10    |                  |
| 03   | Mauri Rose        | Deidt-Offenhauser        | 137    | + 1 Runde  | 03    |                  |
| 04   | Cecil Green       | Kurtis Kraft-Offenhauser | 137    | + 1 Runde  | 12    |                  |
| 05   | Joie Chitwood     | Kurtis Kraft-Offenhauser | 82     | + 2 Runden | 09    |                  |
| 05   | Tony Bettenhausen | Kurtis Kraft-Offenhauser | 54     | + 2 Runden | 09    |                  |
| 06   | Lee Wallard       | Moore-Offenhauser        | 136    | + 2 Runden | 23    |                  |
| 07   | Walt Faulkner     | Kurtis Kraft-Offenhauser | 135    | + 3 Runden | 01    |                  |
| 08   | George Connor     | Lesovsky-Offenhauser     | 135    | + 3 Runden | 04    |                  |
| 09   | Paul Russo        | Nichels-Offenhauser      | 135    | + 3 Runden | 19    |                  |
| 10   | Pat Flaherty      | Kurtis Kraft-Offenhauser | 135    | + 3 Runden | 11    |                  |
| 11   | Myron Fohr        | Marchese-Offenhauser     | 133    | + 5 Runden | 16    |                  |
| 12   | Duane Carter      | Stevens-Offenhauser      | 133    | + 5 Runden | 13    |                  |
| 13   | Mack Hellings     | Kurtis Kraft-Offenhauser | 132    | + 6 Runden | 26    |                  |
| 14   | Jack McGrath      | Kurtis Kraft-Offenhauser | 131    | DNF        | 06    |                  |
| 15   | Troy Ruttman      | Lesovsky-Offenhauser     | 130    | + 8 Runden | 24    |                  |
| 16   | Gene Hartley      | Langley-Offenhauser      | 128    | +10 Runden | 31    |                  |
| 17   | Jimmy Davies      | Ewing-Offenhauser        | 128    | +10 Runden | 27    |                  |
| 18   | Johnny McDowell   | Kurtis Kraft-Offenhauser | 128    | +10 Runden | 33    |                  |
| 19   | Walt Brown        | Kurtis Kraft-Offenhauser | 127    | +11 Runden | 20    |                  |
| 20   | Travis Webb       | Maserati-Offenhauser     | 126    | +12 Runden | 14    |                  |
| 21   | Jerry Hoyt        | Kurtis Kraft-Offenhauser | 125    | +13 Runden | 15    |                  |
| 22   | Walt Ader         | Rae-Offenhauser          | 123    | +15 Runden | 29    |                  |
| 23   | Jackie Holmes     | Olson-Offenhauser        | 123    | DNF        | 30    |                  |
| 24   | Richard Rathmann  | Wetteroth-Offenhauser    | 122    | +16 Runden | 28    |                  |
| –    | Henry Banks       | Maserati-Offenhauser     | 71     | DNF        | 21    |                  |
| –    | Fred Agabashian   | Maserati-Offenhauser     | 41     | DNF        | 21    |                  |
| –    | Bill Schindler    | Snowberger-Offenhauser   | 111    | DNF        | 22    |                  |
| –    | Bayliss Levrett   | Adams-Offenhauser        | 105    | DNF        | 17    |                  |
| –    | Bill Cantrell     | Adams-Offenhauser        | 03     | DNF        | 17    |                  |
| –    | Fred Agabashian   | Kurtis Kraft-Offenhauser | 64     | DNF        | 02    |                  |
| –    | Jimmy Jackson     | Kurtis Kraft-Offenhauser | 52     | DNF        | 32    |                  |
| –    | Sam Hanks         | Kurtis Kraft-Offenhauser | 42     | DNF        | 25    |                  |
| –    | Tony Bettenhausen | Deidt-Offenhauser        | 30     | DNF        | 08    |                  |
| –    | Dick Rathmann     | Watson-Offenhauser       | 25     | DNF        | 18    |                  |
| –    | Duke Dinsmore     | Kurtis Kraft-Offenhauser | 10     | DNF        | 07    |                  |

## WM-Stand der Automobil-Weltmeisterschaft nach dem Rennen
Die ersten fünf bekamen 8, 6, 4, 3 bzw. 2 Punkte; einen Punkt gab es für die schnellste Runde. Es zählten nur die vier besten Ergebnisse aus sieben Rennen.

### Fahrerwertung
| Pos. | Fahrer                | Konstrukteur             | Punkte |
| ---- | --------------------- | ------------------------ | ------ |
| 01   | Giuseppe Farina       | Alfa Romeo               | 9      |
| 02   | Juan Manuel Fangio    | Alfa Romeo               | 9      |
| 03   | Johnnie Parsons       | Kurtis Kraft-Offenhauser | 9      |
| 04   | Luigi Fagioli         | Alfa Romeo               | 6      |
| 05   | Alberto Ascari        | Ferrari                  | 6      |
| 06   | Bill Holland          | Deidt-Offenhauser        | 4      |
| 07   | Reg Parnell           | Alfa Romeo               | 4      |
| 08   | Louis Chiron          | Maserati                 | 4      |
| 09   | Mauri Rose            | Deidt-Offenhauser        | 4      |
| 10   | Yves Giraud-Cabantous | Talbot-Lago              | 3      |
| 11   | Raymond Sommer        | Ferrari                  | 3      |
| 12   | Louis Rosier          | Talbot-Lago              | 3      |
| 13   | Cecil Green           | Kurtis Kraft-Offenhauser | 2      |
| 14   | Prinz Bira            | Maserati                 | 2      |
| 15   | Joie Chitwood         | Kurtis Kraft-Offenhauser | 1      |
| 16   | Tony Bettenhausen     | Kurtis Kraft-Offenhauser | 1      |
| 17   | Bob Gerard            | ERA                      | 0      |
| 18   | Cuth Harrison         | ERA                      | 0      |
| 19   | Johnny Claes          | Talbot-Lago              | 0      |

| Pos. | Fahrer                  | Konstrukteur  | Punkte |
| ---- | ----------------------- | ------------- | ------ |
| 20   | Philippe Étancelin      | Talbot-Lago   | 0      |
| 21   | David Hampshire         | Maserati      | 0      |
| 22   | Joe Fry                 | Maserati      | 0      |
| 23   | Brian Shawe-Taylor      | Maserati      | 0      |
| –    | Joe Kelly               | Alta          | 0      |
| –    | David Murray            | Maserati      | 0      |
| –    | Geoff Crossley          | Alta          | 0      |
| –    | Emmanuel de Graffenried | Maserati      | 0      |
| –    | Eugène Martin           | Talbot-Lago   | 0      |
| –    | Peter Walker            | ERA           | 0      |
| –    | Tony Rolt               | ERA           | 0      |
| –    | Leslie Johnson          | ERA           | 0      |
| –    | Luigi Villoresi         | Ferrari       | 0      |
| –    | José Froilán González   | Maserati      | 0      |
| –    | Robert Manzon           | Simca-Gordini | 0      |
| –    | Maurice Trintignant     | Simca-Gordini | 0      |
| –    | Franco Rol              | Maserati      | 0      |
| –    | Harry Schell            | Cooper-JAP    | 0      |